# ۵۰۰ (خورشیدی)
۵۰۰ پانصدمین سال هجری خورشیدی است.